# Pteris mertensioides
Pteris mertensioides är en kantbräkenväxtart. Pteris mertensioides ingår i släktet Pteris och familjen Pteridaceae.

## Underarter
Arten delas in i följande underarter:
- P. m. mertensioides
- P. m. polylepis